# Kenneth Rocafort
Kenneth Rocafort (edad 31 en 2014) es un ilustrador de historietas puertorriqueño, conocido por su trabajo en títulos como: Superman, Red Hood and the Outlaws, Astonishing Tales: Wolverine/Punisher, Teen Titans, y The Ultimates.

## Carrera profesional
Kenneth Rocafort ha trabajado en varios campos de la industria del entretenimiento tal como el teatro, box art de videojuegos, storyboard para anuncios, historietas, revistas, arte para juego de cartas y box art para juguetes. Él estaba a cargo del diseño y preparación del escenario de diversos trabajos teatrales dentro y fuera de University of Puerto Rico, y a veces también diseñaba el guardarropa. En el campo de la animación, él ha trabajado en el área de storyboard y diseño de personajes. Ilustró las cajas para los vehículos de juguete G.I. Joe (R.O.C.C. y R.H.I.N.O.) para Hasbro y también dibujo la carátula para el videojuego de PS2, Samurai Western.
Comenzó por primera vez en historietas en 2006, con Top Cow, haciendo una historieta de relleno de Marc Silvestri-ilustrada de la serie Hunter-Killer, antes de moverse hacia la serie Madame Mirage de Paul Dini.
En 2011, Rocafort empezó a trabajar con DC comics. De 2011 a 2012, era el artista en la nueva serie de DC comics, Red Hood and the Outlaws.
En 2012, después de los Nuevos 52, trabajó en Superman con el escritor Scott Lobdell.
De 2014 a 2015, trabajó en la nueva serie Teen Titans (que estaba siendo relanzada con un número 1), escrita por Will Pfeifer. Parte del arte promocional de la serie produjo algo de debate sobre el sexismo en las historietas.
En 2015, comenzó a trabajar en la serie All-New-All-Different Marvel, Ultimates, con el escritor Al Ewing.
Su padre y su hermano mayor trabajaron como diseñadores gráficos.

### DC
- Superman #709 (mayo de 2011) (portada únicamente)
- Action Comics #901 - #904 (julio de 2011 - octubre de 2011) Colección de pasta suave, ISBN 978-1781160336
- T.H.U.N.D.E.R. Agents #5 (mayo de 2012) (portada únicamente)
- The New 52 FCBD Special Edition #1 (junio de 2012)
- Red Hood and the Outlaws #1 - #14, #0 (noviembre de 2011 - enero de 2013) También colecciones de pasta suave, Vol. 1: Redemption (ISBN 978-1401237127) y Vol. 2: The Starfire (ISBN 978-1401240905)
- Superman Annual #1 (octubre de 2012)
- Superman (vol 2) #0, #13 - #19, #22 - 23, #25 - #27 (noviembre de 2012 - enero de 2014)
- Threshold #1 (portada variante - marzo de 2013)
- Batman #9 (vol 2) (enero de 2013)
- Young Romance: The New 52 Valentine's Day Special #1 (abril de 2013)[1]
- Justice League #18 (portada variante - mayo de 2013)
- Superboy (vol 5) #20, #25 (julio de 2013 y enero de 2014)
- Batman/Superman #1 (Batman y Superman portada variante - agosto de 2013)
- Action Comics Annual #2 (diciembre de 2013)
- Supergirl #25 y #30 (enero y junio de 2014)
- Batman Black and White #4 (febrero de 2014)
- Superman: Lois Lane #1 (abril de 2014)
- Batman/Superman Annual #1 (mayo de 2014)
- Teen Titans (vol 4) #30 (junio de 2014) (portada únicamente)
- Teen Titans (vol 5) #1 - #9 (septiembre de 2014 - junio de 2015) También 2 colecciones de pasta suave, Vol. 1: Blinded by the Light  (ISBN 978-1401252373) y Vol. 2: Rogue Targets (ISBN 978-1401261627)

### Marvel
- Astonishing Tales: Wolverine/Punisher (2008) #1 - #6 (diciembre de 2008 - mayo de 2009)[2]
- Astonishing Tales (vol 2)  #1 - #6 (abril - septiembre de 2009)[3]
- Avengers #0 (octubre de 2015) (portada únicamente)
- The Ultimates (vol 4)  #1 -  (noviembre de 2015 - )

### Top Cow
- Hunter-Killer #9 - #12 (noviembre de 2006 - marzo de 2007)
- Madame Mirage (mayo de 2007) Primer vistazo a - '¿Quien es Madame Mirage?'
- Madame Mirage #1 - #6 (junio - diciembre de 2007) Colección de pasta suave en julio del 2008 (ISBN 978-1582409597)
- Broken Trinity Prelude (mayo de 2008) julio de 2008
- Pilot Season: The Core #1 (septiembre de 2008) Compilado en Pilot Season 2008 en 2009 (ISBN 1-60706-043-4)
- Cyblade #1 'Waking Life' (octubre de 2008) (portada únicamente)
- CyberForce / Hunter-Killer First Look (mayo de 2009)
- CyberForce / Hunter-Killer  #1 - #5 (julio de 2009 - marzo de 2010) Colección de pasta suave (160 páginas, 2010, ISBN 1-60706-104-X)
- Velocity #1 - #3 (junio de 2010 - diciembre de 2010) Colección de pasta suave en agosto de 2010 (ISBN 978-8467908961)
- Artifacts #1 (julio de 2010)

## Otros trabajos
- Victory #2 (septiembre de 2004 para Image) (arte de portada)
- The Cadre #1 - 'Cuando los sueños nacen' (junio de 2005 para Nifty Comics)
- Grimm Fairy Tales (2005) #23 (febrero de 2008 para Zenescope Entertainment)
- Forty-Five (diciembre de 2009 para Com.x con varios otros artistas)